# Literatura fantàstica

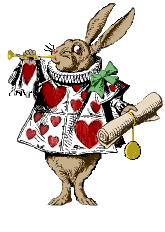
El conill de les aventures d'Alícia al país de les meravelles. Dibuix original de, John Tenniel, modificat per GeeAlice eliminant el fons.

La literatura fantàstica és un gènere literari pertanyent a la ficció, generalment en forma de novel·les o relats curts. Crea uns mons imaginatius totalment al marge de la realitat en els que apareixen éssers sobrenaturals com ara les fades, les bruixes, els elfs, els nans, els gnoms o els fantasmes.. La màgia, els cavallers i les princeses aterrades per bèsties mítiques, en un ambient medieval, són temes que hi apareixen sovint dins.

## Origen
Els seus orígens es remunten a la mitologia egípcia, grega i romana, en clàssics com l’Odissea d'Homer o l’Eneida de Virgili entre molts d'altres. Al llarg de la història de la literatura s'han utilitzat nombroses vegades personatges presents en aquests mites clàssics.
El gènere fantàstic també va tenir una gran influència sobre el romanç medieval. Tant aquest com el Cicle Artúric són considerats precursors de la fantasia contemporània.
Durant el segle xix i principis del XX es van publicar moltes històries fantàstiques sota el nom de ciència-ficció. Després del gran èxit d'El hòbbit i El Senyor dels Anells escrites per J. R. R. Tolkien a mitjan segle xx, igualment com les Les Cròniques de Nàrnia de C.S. Lewis i les sèries de Terramar d'Ursula K. Le Guin la literatura fantàstica es va tornar a popularitzar, i avui dia es segueixen escrivint moltes novel·les pertanyents a aquest gènere, com seria el cas de J.K. Rowling, autora de la saga de Harry Potter o Patrick Rothfuss, autor de Crònica de l'Assassí de Reis.
La fantasia còmica, molt utilitzada per Terry Pratchett, és un subgènere de paròdia que ofereix una visió habitualment sarcàstica de les idees esmentades anteriorment.

## Ambientació
Pel que fa a l'ambientació, són característics espais com el bosc, els castells encantats o tota una geografia imaginària que sol ser representada amb mapes en el mateix llibre. Les aventures dels protagonistes inclouen diferents episodis on desafien les lleis físiques, amb aparicions i desaparicions, transformacions de la mateixa aparença o morts i recobraments de la vida.

## Estils
- Fantasia heroica
- Fantasia eròtica
- Fantasia còmica
- Fantasia contemporània
- Fantasia romàntica
- Fantasia de super herois

## Influència del gènere fantàstic
El gènere fantàstic ha inspirat a nombroses pel·lícules, sèries i jocs de rol que han creat els seus propis universos ficticis. De la mateixa manera, existeixen novel·les basades en les pel·lícules de la fantasia i sèries televisives. El senyor dels Anells, Les Cròniques de Nàrnia i Harry Potter són algunes de les pel·lícules inspirades en novel·les fantàstiques amb més èxit i amb més renom internacional.

## Literatura fantàstica en català
La narrativa fantàstica catalana és abundant i amb qualitat, però ha estat molt negligida per la història i la crítica amb l'excepció d’uns pocs noms, com ara Joan Perucho, autor de Les històries naturals, entre molts altres llibres, o Joan Santamaria, que escrigué Quatre titelles i un ninot.
Altres autors catalans d'alt nivell que han incidit en el gènere, sovint reiteradament, són, ordenats de forma cronològica: Martí Genís i Aguilar, Raimon Casellas, Joaquim Ruyra, Diego Ruiz, Ernest Martínez Ferrando, Joan Duch, C.A. Jordana, J.V. Foix, Agustí Esclatasans, Ferran Canyameres, Joan Oliver, Mercè Rodoreda, Pere Calders, Salvador Espriu, Manuel de Pedrolo i Jordi Sarsanedas.